# Sope Aluko
Sope Aluko (Nigeria, 5 de julio de 1975) es una actriz británica-estadounidense, nacida en Nigeria.

## Vida y carrera
Aluko nació en Nigeria. Se crio en el Reino Unido, ya que su padre estaba en el servicio diplomático, lo que le hizo viajar a muchos lugares. Al final, empezó a asistir a un internado a los diez años y estudió en el Reino Unido, y obtuvo un máster en Marketing. Sope ya había probado el teatro, pero sus padres no lo aprobaron. Viajó a Estados Unidos de vacaciones, se quedó y trabajó en el mundo empresarial durante 15 años. Tras la muerte de sus padres, decidió volver a actuar. Sobre su trayectoria, Sope dijo: 

"Cuando empecé en esta industria... me decían: "Me encanta tu acento, pero...". No confiaba lo suficiente en mí misma. Empecé a ir a clases para intentar deshacerme de mi acento. Un día, simplemente dije: "NO, porque esta soy yo". Si esto no funciona, tal vez no estoy hecha para esto. En el momento en que lo hice, las cosas cambiaron", como si fuera magia.

Desde entonces, Sope ha hecho apariciones en televisión, como Bloodline, Law & Order: Special Victims Unit, Parks and Recreation, Burn Notice, Graceland y Army Wives. También ha actuado en largometrajes como Identity Thief y Pitch Perfect 2.
A principios de 2018, Sope comenzó a llamar la atención por haber conseguido un papel en la película de Marvel Studios Pantera Negra como chamán de la hierba del corazón. Su casting fue bien recibido en su ciudad natal en Nigeria. Sobre su participación en la película, Sope declaró: 

"Tuve que asegurarme de que estaba en forma para el papel porque una de mis escenas iba a implicar cierta actividad física... Y luego, para mi papel, tuve que hablar con un acento diferente. Me aseguré de investigar sobre el acento... Quería asegurarme de estar preparada antes de llegar al plató". Expresó que estar en la película era un sueño hecho realidad y que esperaba poder ampliar su actuación a Nollywood.

 Sope más tarde apareció en Venom, con el personaje de la Dr. Rosie Collins.
En 2022, Sope fue elegida para protagonizar una nueva serie de Hulu titulada Bammas en el rol de Tolu, y junto a Toby Sandeman.

## Vida personal
Sope Aluko está casada y tiene dos hijos. Es una cristiana practicante. Debido a su papel en Black Panther, el condado de Dade City, el alcalde Carlos A. Giménez ha etiquetado el 10 de abril como el "Día de Sope Aluko". Habla inglés, yoruba, francés y bahasa.